# Åborätt
Åborätt (da. "åboret") er et svensk retsudtryk der vedrørte
retten til i en vis tid –
oftest på livstid og med arvelig besiddelse –
at dyrke en andens jord mod en vis afgift. Indehaveren af en sådan ret kaldtes en åbo.
Begrebet findes i reglen anvendt på kronens eller offentlige
institutioners jorder.
Efterhånden blev de
fleste steder åboernes urørlige arveret fastslået, så længe
de drev ejendommen ulasteligt og ikke forbrød
sig mod de borgerlige love.
I den nyeste tid – dvs. omkring 1900 – er
der ofte opstået forviklinger angående tolkningen
af en åbos rettigheder. Åboerne har følt deres
stilling mere usikker end før og klaget over, at
de ofte uden videre blev jaget fra deres steder.
Spørgsmålet viste sig imidlertid indviklet, og den svenske
regering nedsatte derfor 1913 en særlig åborättskomité for at
få det brændende spørgsmål udredet.
Ifølge den svenske artikel har en svensk lov (1999:292) muliggjort omdannelse af åborätt til fuld ejendomsret.,